# Sto nejvlivnějších psychologů 20. století
Sto nejvlivnějších psychologů 20. století je žebříček nejcitovanějších autorů v oboru psychologie, který roku 2002 sestavil psycholog Steven J. Haggbloom z Western Kentucky University a zároveň stejnojmenný článek, v němž žebříček publikoval, a který vyšel v odborném časopise Review of General Psychology (6/2002). Haggbloom žebříček sestavil dle tří kvantitativních kritérií (citace v odborných časopisech, citace v učebnicích, počet reakcí na dílo) a tří kvalitativních (členství v národní akademii věd, prezidentství psychologických institucí či ocenění jimi a eponymnost autora). Ve svém článku pak Haggbloom uvedl těchto prvních 99 osob ze seznamu:

## Žebříček
1. Burrhus Frederic Skinner
2. Jean Piaget
3. Sigmund Freud
4. Albert Bandura
5. Leon Festinger
6. Carl Rogers
7. Stanley Schachter
8. Neal E. Miller
9. Edward Thorndike
10. Abraham Maslow
11. Gordon Allport
12. Erik Erikson
13. Hans Eysenck
14. William James
15. David McClelland
16. Raymond Cattell
17. John Watson
18. Kurt Lewin
19. Donald Hebb
20. George Armitage Miller
21. Clark Leonard Hull
22. Jerome Kagan
23. Carl Gustav Jung
24. Ivan Petrovič Pavlov
25. Walter Mischel
26. Harry Harlow
27. Joy Paul Guilford
28. Jerome Bruner
29. Ernest Hilgard
30. Lawrence Kohlberg
31. Martin Seligman
32. Ulric Neisser
33. Donald Thomas Campbell
34. Roger Brown
35. Robert Zajonc
36. Endel Tulving
37. Herbert A. Simon
38. Noam Chomsky
39. Edward Ellsworth Jones
40. Charles Egerton Osgood
41. Solomon Asch
42. Gordon Bower
43. Harold Kelley
44. Roger W. Sperry
45. Edward Tolman
46. Stanley Milgram
47. Arthur Jensen
48. Lee Cronbach
49. John Bowlby
50. Wolfgang Köhler
51. David Wechsler
52. Stanley Smith Stevens
53. Joseph Wolpe
54. Donald Broadbent
55. Roger Shepard
56. Michael Posner
57. Theodore M. Newcomb
58. Elizabeth Loftusová
59. Paul Ekman
60. Robert Sternberg
61. Karl Lashley
62. Kenneth Spence
63. Morton Deutsch
64. Julian Rotter
65. Konrad Lorenz
66. Benton Underwood
67. Alfred Adler
68. Michael Rutter
69. Alexandr Romanovič Lurija
70. Eleanor Maccobyová
71. Robert Plomin
72. Granville Stanley Hall
73. Lewis Terman
74. Eleanor Gibsonová
75. Paul Meehl
76. Leonard Berkowitz
77. William Kaye Estes
78. Eliot Aronson
79. Irving Janis
80. Richard Lazarus
81. Walter Bradford Cannon
82. Allen L. Edwards
83. Lev Vygotskij
84. Robert Rosenthal
85. Milton Rokeach
86. John Garcia
87. James Jerome Gibson
88. David Rumelhart
89. Louis Leon Thurstone
90. Margarete Washburnová
91. Robert Woodworth
92. Edwin Boring
93. John Dewey
94. Amos Tversky
95. Wilhelm Wundt
96. Herman Witkin
97. Mary Ainsworthová
98. Orval Hobart Mowrer
99. Anna Freudová